# دوغ هاريس
دوغ هاريس (20 ديسمبر 1962 في أستراليا - )  (بالإنجليزية: Doug Harris)‏ هو لاعب كريكت أسترالي. لعب مع فريق غرب أستراليا للكريكت ‏.

## وصلات خارجية
- دوغ هاريس على موقع إي آس بي آن كريك إنفو (الإنجليزية)